# Randall Thomas Davidson

Randall Thomas Davidson, 1. Baron Davidson of Lambeth

Randall Thomas Davidson, 1. Baron Davidson of Lambeth, GCVO (* 7. April 1848 in Edinburgh, Schottland; † 25. Mai 1930 in London) war ein anglikanischer Kirchenmann schottischer Abstammung. Er war prominenter Sprecher in parlamentarischen Debatten über Moral und nationale Fragen.
Davidson studierte an der Harrow School und der Universität Oxford, wo er 1871 graduierte. 1875 wurde Davidson als Dekan ordiniert. Er arbeitete zunächst als Kaplan von Archibald Campbell Tait, als dieser Erzbischof von Canterbury war, und heiratete Taits Tochter Edith. Nach Taits Tod blieb er im Lambeth Palace als Kaplan von dessen Nachfolger Edward White Benson.
Als Vertrauter von Königin Victoria wurde Davidson 1883 in jungen Jahren zum Dekan von Windsor mit der St.-Georgs-Kapelle ernannt. Er war im weiteren Bischof von Rochester und von Winchester, bevor er 1903 als Nachfolger von Frederick Temple Erzbischof von Canterbury wurde.
Er hatte eine wichtige Rolle bei der Begräbniszeremonie für Königin Victoria im Jahre 1901, er kümmerte sich neben Dr. James Reid um die Totenwache im Osborne House, Isle of Wight.
Davidson war der erste Erzbischof von Canterbury, der zurücktrat. Alle seine Vorgänger starben im Amt. Nach seinem Rücktritt wurde er am 14. November 1928 als Baron Davidson of Lambeth, of Lambeth in the County of London, in den erblichen Adelsstand erhoben. Mit dem Titel war auch ein Sitz im House of Lords verbunden. In den Jahren 1929 und 1930 sind im Hansard insgesamt sieben Parlamentsreden von ihm verzeichnet.
Seine Ehe blieb kinderlos, so erlosch sein Adelstitel bei seinem Tod am 25. Mai 1930. Er wurde im Klostergarten der Kathedrale von Canterbury bestattet.

## Schriften
- Life of Archbishop Tait, 2 Bände (1891)
- The Lambeth Conferences of 1867, 1878, and 1888 (1896)
- The Christian Opportunity (1904)
- Captains and Comrades in the Faith (1911)
- The Character and Call of the Church of England (1912)
- The Testing of a Nation (1919)